# Саноцький Петро
Петро Саноцький (1904–1944) - доктор філософії, теології і церковного права в м. Сокалі.

## Біографія
Народився 1904 року в селі Тартакові на Сокальщині.

Сам пильно вчився і студіював. У 1924 році закінчив Сокальську гімназію. Влітку 1925 року був покликаний до війська, але відбув тільки 6-місячний курс «підхорунжих», а тоді вписався на теологію в Перемишлі. Тут студіював три роки (1925-27), а закінчив богословські студії на теологічному факультеті Львівського університету, в 1929 році Перемиський єпископ Йосафат Коциловський пропонував йому виїзд до Риму на дальші студії, але Петро Саноцький мав інші плани. У Львові бував на авдієнціях у митрополита Андрея Шептицького і мав дуже добру опінію у вищих духовних колах. Однак він не захотів висвячуватися на священика, бо вважав, що зможе більше прислужитися Україні «в цивільному». Осягнувши ступінь магістра теології, Петро записався на правничий факультет, який закінчив у приписаному часі докторатом, а також здобув докторат за працю про Берестейську унію. Не задовольнившись цим досягненням, він далі студіював церковне і старослов'янське право з наміром здобути дальші докторати. Одночасно у відділі пропаганди УВО був знаний як відважний і невтомний працівник і, як такий, був у 1928-30 рр. кандидатом на референта пропаганди в Крайовій Команді УВО. В час злопам'ятної пацифікації в Галичині 1930 р. він попав у руки польських карателів «уланів» і зазнав важкого катування канчуками, так що довго відлежав ці побої. Про це є й згадка в книзі «На вічну ганьбу Польщі»[недоступне посилання з липня 2019]. Завжди прямий і безкомпромісний, Петро був щодо різних опортуністів твердий і рішучий. Голосною була його випадкова зустріч у Тартакові з одним послом до польського сейму, якому Петро відмовився подати руку, кажучи: 
|  | Хруням руки не подаю! |

Це його крилате слово стало толі відомим у цілому повіті.

### Ранні юнацькі роки
Петро Саноцький від ранніх юнацьких років гуртував довкола себе українську дітвору і доріст, вів з ними розмови на патріотичні теми, опісля організував у гуртки і переводив регулярний вишкіл, використовуючи для цього прогулянки в поля, ліси, на ріку. Петро Саноцький  заохочував учнів до науки в гімназії, говорив про це з батьками здібніших дітей, багатьох підготовляв безінтересовно до гімназійних іспитів. Зі старшими юнаками він проводив військовий вишкіл, теренознавство і картознавство, завжди нав'язуючи до визвольних змагань 1918—21 рр. 

### Останні роки «Орла Сизокрилого»
Вибух німецько-московської війни приніс Петрові дуже важкий удар. Першого ж дня війни, 22 червня 1941 р., п'яні німецькі солдати, громлячи Тартаків, застрелили, серед багатьох інших невинних жертв, матір і сестру. Петро Саноцький подався на захід, маючи в плані дістатися до свого кузена в Ярославщині, в дорозі він попався в руки польських терористів і загинув. Це сталося, ймовірно, зимою 1944/45 р.
Так передчасно урвався літ незабутнього героя Петра Саноцького, «Орла Сизокрилого», відданого Україні громадянина — патріота, організатора, виховника.

## Діяльність
Був активістом і великим патріотом в м. Сокалі. У Сокальській гімназії організував товариство «Пласт» і «Сокіл», по селах повіту читав лекції. Численні тодішні «акціЇ» Петра Саноцького: — побудова української захоронки для дітей, враз із приміщенням для Сестер Служебниць у Тартакові, помічними силами юнаків, що їх зорганізував, навчав і виховував Петро Саноцький (він і надалі залишився «опікуном цієї захоронки»): — вицементування таким самим «шарварковим» способом, з ініціятиви і під наглядом Петра, могили українському Незнаному Воїнові в Тартакові; в цій почесній праці брали участь між іншим тодішні учні і студенти — Петро Гудим, Іван Бойко, і інші; — зорганізування «чоти наколесників» з молоді Сокальщини, що організованим порядком вибиралася щороку літом на славнозвісні народні здвиги на Білій горі на Підлиссі (Золочівщина) у стіп могили-пам'ятника в честь пробудителя Галицької України о. Маркіяна Шашкевича.

## Філософська концепція
Петро Саноцький був у той час активістом і великим патріотом в Сокалі, пориваючи всіх за собою запалом, ідейністю, революційним патріотизмом. Завжди був прямим і безкомпромісним. Доктор філософії та теології, «Орел Сизокрилий», відданий Україні громадянин — патріот, організатор.

## Статті і матеріали
Замітна стаття Петра Саноцького на організаційно-виховні теми п. н. «За душу майбутньої нації» була надрукована в «Новому Шляху» (тоді в Едмонтоні) і в «Розбудові нації» 1932 р. В час злопам'ятної пацифікації в Галичині 1930 р. він попав у руки польських карателів «уланів» і зазнав важкого катування канчуками, так що довго відлежав ці побої. Про це є й згадка в книзі «На вічну ганьбу Польщі».

## Організаційні та суспільно-громадські праці
Петро Саноцький був завжди активним провідним членом Студентської Секції Т-ва «Просвіта» в Сокалі, членом студентських організацій у Львові, членом сокальського куреня старших пластунів «Крилаті», членом «Просвіти», «Рідної школи», «Відродження», кооперативи, спортивних гуртків і ін. Одночасно у відділі пропаганди УВО був знаний як відважний і невтомний працівник і, як такий, був у 1928-30 рр. кандидатом на референта пропаганди в Крайовій Команді УВО. Замітна стаття Петра Саноцького на організаційно-виховні теми п. н. «За душу майбутньої нації» була надрукована в «Новому Шляху» (тоді в Едмонтоні) і в «Розбудові нації» 1932 р. Завжди прямий і безкомпромісний, Петро був щодо різних опортуністів твердий і рішучий.

## Запровадження гуртків
Заборона поляків організовувати «Сокіл», «Луг» і «Пласт»[недоступне посилання з липня 2019], Петро Саноцький виступив з ініціятивою творити по всіх селах спортивні гуртки відбиванки і цей вид спорту став справді масовим, а під його покришкою продовжувалася організаційна і вишкільна праця з сільською молоддю. А взимі організовував «лещатарів», себто лижв'ярів. Також із ініціативи і за старанням Петра Саноцького зимою 1934/35 р. започатковано в Сокальщині «Сільський університет», систематичні навчальні курси з обсягу найпотрібніших для українського слухача галузей знання. Душею курсів був «Орел Сизокрилий», як один з найбільш працьовитих викладачів, серед яких треба згадати покійних уже — Володимира Покотила, Любомира Олексина, д-ра О. Лева і ін. Також на всіх численних культурно-освітніх і національних імпрезах по читальнях «Просвіти» з доповідями і святковими рефератами найчастіше виступав невтомний Петро Саноцький.